# 山内村 (神奈川県)
山内村（やまうちむら）は、1889年（明治22年）4月1日から1939年（昭和14年）4月1日まで存在した神奈川県都筑郡の村。

## 概要
神奈川県都筑郡北部の村。現在の神奈川県横浜市青葉区北部、都筑区西部（早渕川上流部）にあたる。

### 沿革
- 1889年（明治22年）4月1日 - 町村制の施行により、石川村、荏田村の全域と黒須田村飛地が合併して成立。
- 1939年（昭和14年）4月1日 - 横浜市に編入。同日山内村廃止。同日に新設された港北区の一部となる。
- 1969年（昭和44年）4月1日 - 横浜市港北区から緑区が分区。旧村域は緑区となる。
- 1994年（平成6年）11月6日 - 横浜市港北区、緑区の2区が、港北区、緑区、都筑区、青葉区の4区に再編成。旧村域のうち旧荏田村の一部は都筑区に、残部は青葉区になる。

## 交通

### 鉄道路線
現在は東急田園都市線のたまプラーザ駅、あざみ野駅、江田駅、横浜市営地下鉄ブルーラインのあざみ野駅が存在するが、当時は未開業。

### 道路
- 厚木大山街道（現国道246号）
- 神奈川県道13号横浜生田線（現在の名称）

## 名所・旧跡
- 御嶽社
- 天学教会本院 - 神道系の新興宗教で、教祖は服部國光。現在も活動しているかは不明。
- 古の商店跡

## 現在の地名
いずれも大体の範囲。

### 横浜市青葉区
- 美しが丘
- 美しが丘西
- あざみ野南
- 荏田北
- 荏田町
- 新石川
- 元石川町
- あざみ野の全域
- 荏田西
- 荏子田
- みすずが丘の大部分
- すすき野の一部

### 横浜市都筑区
- 荏田東
- 荏田南の大部分
- 大丸
- 茅ケ崎中央
- 茅ケ崎南
- 見花山の各一部